# Episcythris
Episcythris é um gênero de traça pertencente à família Agonoxenidae.